# Cryptus nigritarsis
Cryptus nigritarsis är en stekelart som beskrevs av Joseph Kriechbaumer 1894. Cryptus nigritarsis ingår i släktet Cryptus och familjen brokparasitsteklar. Utöver nominatformen finns också underarten C. n. furvus.